# Raimmandhoo
Raimmandhoo is een van de bewoonde eilanden van het Meemu-atol behorende tot de Maldiven.

## Demografie
Raimmandhoo telt (stand maart 2007) 108 vrouwen en 110 mannen.